# Europäische Rohstoffallianz
Die Europäische Rohstoffallianz (ERMA) (European Raw Materials Alliance) wurde von der Europäischen Kommission „am 3. September 2020 angekündigt und am 30. September [2020] offiziell als Teil eines ‚Aktionsplans‘ gestartet, der den Zugang Europas zu kritischen Rohstoffen sichern soll.“
Die von der Industrie geführte Gruppe orientiert sich an der Europäischen Batterieallianz (European Battery Alliance), die mehr als 200 Unternehmen, Regierungen und Forschungseinrichtungen rund um die Herstellung von Batterien für die Automobilindustrie zusammengebracht hat.

## Geschichte
Die sichere Versorgung der EU-Industrie mit Rohstoffen sollte von der Gründung der Rohstoffversorgungsgruppe in den 1970er Jahren und dem Start der Rohstoffinitiative 2008 als „eine Strategie zur Verringerung der Abhängigkeiten von nichtenergetischen Rohstoffen für industrielle Wertschöpfungsketten“ entwickelt werden, indem sie „die Quellen von Primärrohstoffen aus Drittländern diversifiziert, die inländische Beschaffung stärkt und die Versorgung mit Sekundärrohstoffen durch Ressourceneffizienz und Kreislaufwirtschaft unterstützt“.

### Aktionsplan 2020
Der am 30. September 2020 veröffentlichte Aktionsplan – zusammen mit einer Veröffentlichung der Liste der kritischen Rohstoffe 2020 –  differenzierte neben der Gründung der ERMA die seit 2008 beschriebenen Maßnahmen um „die Abhängigkeit Europas von Drittländern zu verringern, […] und gleichzeitig eine verantwortungsvolle Beschaffung weltweit zu fördern.“ Um diese Ziele zu erreichen, wurden im Aktionsplan zehn konkrete Maßnahmen skizziert.
Die mit der Rede der EU-Kommissionspräsidentin Ursula von der Leyen Mitte September 2022 nachdrücklich erwähnte und mit einem Gesetzgebungsverfahren – dem Critical Rare Materials Act – versehene Organisation zielt darauf ab, im Rahmen einer mit Milliarden Euro finanzierten Initiative die „strategische Autonomie“ der EU bei Rohstoffen – wie beispielgebend „den Seltenen Erden – zu stärken, die als Schlüssel für den grünen und digitalen Übergang des Blocks gelten.“
Als Netzwerk soll die ERMA „eine wachsende Zahl von Organisationen aus dem öffentlichen und privaten Sektor einbeziehen, darunter industrielle Akteure entlang der Wertschöpfungskette, Mitgliedstaaten und Regionen, Gewerkschaften, die Zivilgesellschaft, Forschungs- und Technologieorganisationen, Investoren und NRO's“ [Nicht-Regierungs-Organisationen].

## Aktuelle Ausgangslage
Die Allianz konzentriert sich zunächst neben der „Zusammenführung aller relevanten Interessenträger“ auf die „dringendsten Bedürfnisse, nämlich die Stärkung der Widerstandsfähigkeit der EU in den Wertschöpfungsketten für Seltene Erden und Magnete, da dies für die meisten industriellen Ökosysteme der EU, wie erneuerbare Energien, Verteidigung und Raumfahrt, von entscheidender Bedeutung ist.“

### Weltmarkt
China liefert nach Angaben 2020 über 98 Prozent des EU-Angebots an seltenen Erden (REE), davon entfallen 98 Prozent auf LREEs („LREE umfassen die Ordnungszahlen 57 bis 64 (La, Ce, Pr, Nd, Pm, Sm, Eu, Gd.“)) und 99 Prozent auf HREEs („HREE umfassen die Ordnungszahlen 65 bis 71 plus Nummer 39 (TB, DY, Ho, Er, Tm, Yb, Lu, Y)). Scandium (Sc-Nummer 21) bildet eine Gruppe für sich, da seine Eigenschaften weder als LREE noch als HREE klassifiziert werden können.“ Der Kongo liefert 63 Prozent des Kobalt, Chile 78 Prozent an Lithium, China auch 93 Prozent an Magnesium.
Das Bergbau-Unternehmen Imerys kündigte die Eröffnung einer Lithium-Mine in Zentralfrankreich an. Untersuchungen ergaben, dass das Vorkommen ausreiche, „um ab 2028 jährlich 34.000 Tonnen Lithiumhydroxid zu produzieren.“
Organisationsform und Arbeitsweise
Die Aktivitäten der ERMA werden über Cluster hinweg durchgeführt, die entlang bestimmter Wertschöpfungsketten definiert sind. Der erste Cluster befasst sich mit der kritischsten Wertschöpfungskette für viele industrielle Ökosysteme in der EU – Magnete und Motoren für Seltene Erden (REE). Der zweite Cluster wird Roh- und fortschrittliche Materialien für die Energiespeicherung und -umwandlung in stationären und nichtstationären Anwendungen berücksichtigen. Weitere Cluster werden später definiert.

### Investitionen (Angebote)
Die Europäische Investitionsbank (EIT) hat einen agilen und schnellen Prozess eingerichtet, um Rohstoffprojekte in einen Investitionskanal zu bringen, zu überprüfen und zu genehmigen, um die am besten geeigneten Finanzierungsoptionen zu sichern.